# Discours de Georges Danton au club des Jacobins le 3 décembre 1793
Au club des Jacobins, le 3 décembre 1793 (13 frimaire an II), Georges Jacques Danton est dans l'obligation de se disculper face aux accusations du député Coupé qui lui reproche sa tiédeur révolutionnaire.
Ce même 3 décembre 1793, Georges Danton s'oppose à une proposition demandant l'obtention d'églises comme locaux pour les sociétés populaires qui n'en possèdent pas. Des chuchotements accueillent cette intervention qui visait en particulier les ultra-révolutionnaires et les déchristianisateurs. Le député du département de l'Oise, Coupé, un prêtre qui récemment a abjuré, lui reproche son attitude politique modérée qui mène à immobiliser la Révolution. Georges Danton furieux lui répond : « Le député Coupé a voulu empoisonner mon opinion ! Certes jamais je n'ai proposé de rompre le nerf révolutionnaire... ». Georges Danton évoque les « dénonciations graves » qui ont été dirigées contre sa personne, la « défaveur » qu'il vient de subir en montant à la tribune : « Je somme tous ceux qui ont pu concevoir contre moi des motifs de défiance de préciser leurs accusations car je veux y répondre en public !... Ai-je donc perdu ces traits qui caractérisent la figure d'un homme libre ? Ne suis-je plus ce même homme qui s'est trouvé à vos côtés dans les moments de crise ? Ne suis-je pas celui que vous avez souvent embrassé comme votre ami, et qui doit mourir avec vous ? ». Deux jours plus tôt, Georges Danton qui ne voulait pas entendre les mauvais vers le concernant, évoque les mânes de Jean-Paul Marat dont il a été l'un des « plus intrépides défenseurs », « Vous serez étonnés, continue-t-il, sous les cris des tribunes, quand je vous ferai connaître ma conduite privée, de voir que la fortune colossale que mes ennemis et les vôtres m'ont prêtée se réduit à la petite portion de biens que j'ai toujours eue. Je défie les malveillants de fournir contre moi la preuve d'aucun crime ! Je veux rester debout avec le peuple ! Vous me jugerez en sa présence ! Je ne déchirerai pas plus la page de mon histoire que vous ne déchirerez les pages de la vôtre, qui doivent immortaliser les fastes de la liberté ! »

## Sources
- Danton de Frédéric Bluche